# Josef Růžička (teolog)
Josef Růžička (15. března 1808 Kohoutov – 3. srpna 1872, Praha) byl český evangelický teolog, duchovní, spisovatel a publicita.

## Život
Narodil se v Kohoutově u Ždírce nad Doubravou. V roce 1849 začal vydávat s Bedřichem Vilémem Košutem první český evangelický časopis nazvaný Českobratrský hlasatel.
Byl ženat s Annou, roz. Vejnarovou (1817–1888); jeho syny byli finančník Apollo Růžička (1856–1927), ředitel Živnostenské banky, a právník Pavel Miroslav Růžička (1852–1939).

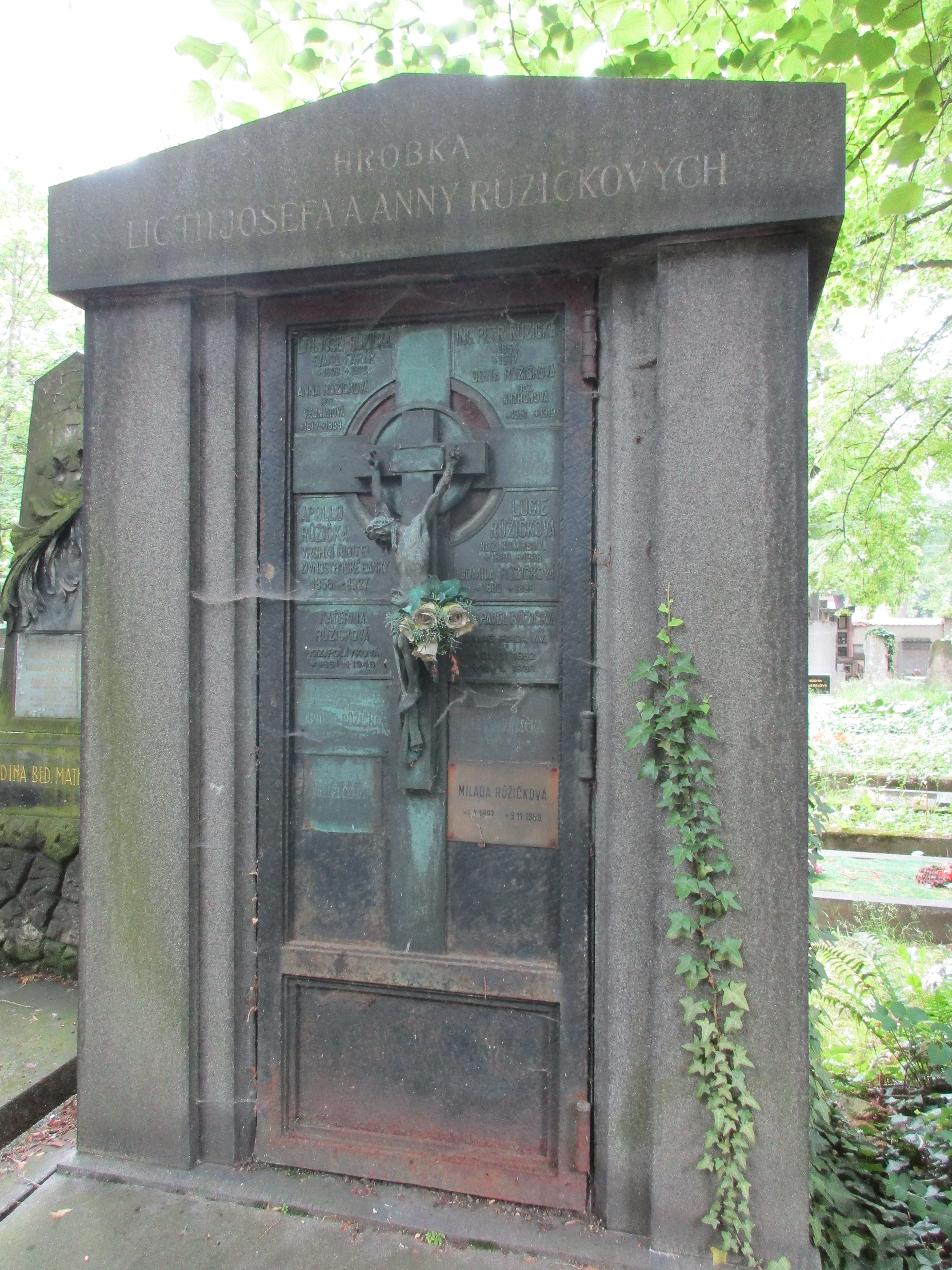
Náhrobek na Olšanských hřbitovech